# Gumeno
Gumeno is een bestuurslaag in het regentschap Gresik van de provincie Oost-Java, Indonesië. Gumeno telt 3527 inwoners (volkstelling 2010).